# Melquiades Angulo
Melquiades Angulo Gallardo (Valle de Allende, Chihuahua; 26 de julio de 1889-1966) fue un ingeniero civil y político mexicano. Se desempeñó como secretario de Comunicaciones y Obras Públicas de 1939 a 1940 durante la presidencia de Lázaro Cárdenas. 

## Biografía
Oriundo del estado de Chihuahua. Estudió Ingeniería Civil en el Colegio de Minería en la Ciudad de México.
Se dedicó al ejercicio de su profesión ocupando cargos como jefe del Departamento de Ferrocarriles y Líneas de Navegación de la Secretaría de Comunicaciones; posteriormente el gobernador de Chihuahua, Andrés Ortiz lo designó secretario general de Gobierno y lo sustituyó como gobernador en 5 cortos periodos diferentes, hasta que finalmente lo entregó a Gral. Emilio Salinas designado gobernador provisional del estado por los partidarios del Plan de Agua Prieta. Posteriormente fue subsecretarios de Comunicaciones y Obras Públicas y titular de esa misma secretaría durante el gobierno de Lázaro Cárdenas.